# Удивительная Ви
«Удивительная Ви» (англ. Vampirina) — ирландско-американский компьютерный анимационный детский телесериал, созданный Крисом Ни. Основанный на серии книг «Вампирина- балерина», написанных Энн Мари Пейс и опубликованных компанией Disney-Hyperion, этот сериал был анонсирован в марте 2016 года. Некоторые эпизоды занимали первую по доле смотрения у целевой аудитории в Италии и Великобритании. Транслировался на канале Disney Channel в 115 странах на 15 языках.

## Сюжет
Девочка-вампирка Ви и её семья переезжают в Пенсильванию. Она родом из Трансильвании. Её семья — тоже вампиры. Им предстоит адаптироваться к жизни среди людей. Ви испытывает проблемы с адаптацией в новой школе, так как она сильно отличается от одноклассников. Любящие родители и друзья помогают девочке привыкнуть к новому дому. Она начинает понимать, как важно гордиться своей индивидуальностью. Герой мультфильма — преподаватель Мистер Гор — был списан с образа продюсера проекта Криса Ни.

## Роли озвучивали
| Роли                          | Оригинальная озвучка             |
| ----------------------------- | -------------------------------- |
| Вампирина «Ви» Хантли         | Изабелла Кроветти                |
| Борис Хантли, отец Вампирины  | Джеймс Ван Дер Бик               |
| Оксана Хантли, мать Вампирины | Лорен Грэм                       |
| Поппи                         | Джордан Алекса Дэвис             |
| Бриджет                       | ВивиЭнн Йи                       |
| Эдгар                         | Бенжи Рисли                      |
| Грегория                      | Ванда Сайкс                      |
| Дэми/Вулфи                    | Митчелл Уитфилд/Ди Брэдли Бейкер |
| Учитель                       | Йен Джеймс Корлетт               |
| Эдна, мать Поппи              | Кри Саммер                       |
| Нанпир                        | Пэтти ЛюПон                      |